# Jérémy Le Bris
Jérémy Le Bris (ur. 19 listopada 1977) – francuski judoka. Brązowy medalista mistrzostw świata w drużynie w 2002. Startował w Pucharze Świata w latach 1996-2000 i 2003. Brązowy medalista mistrzostw Europy w drużynie w 2002. Wicemistrz uniwersjady w 2003. Trzeci na ME juniorów w 1999. Mistrz Francji w 2002 i 2003 roku.